# Josep Maria Bardagí
Josep Maria Bardagí Freixas (Barcelona, 11 de octubre de 1950-24 de febrero de 2001), músico, compositor e intérprete español relacionado con diversos intérpretes de la Nova Cançó.

## Trayectoria artística
El "mestre Bardagí", conocido cariñosamente por sus amigos como Capgròs y por los niños Piopa  casado con Marga Grima Quintana], nació en Barcelona el 11 de octubre de 1950, estudió música en la escuela municipal de música de Barcelona. En 1965 se inicia como profesional a la guitarra con el grupo Els Gratsons tocando en el Jamboree Jazz Club de Barcelona, en el que también se inicia el pianista y compositor Ricard Miralles, unidos ambos a la trayectoria artística de Joan Manuel Serrat. 
Colabora con diversos intérpretes y autores de la Nova Cançó, como Raimon, Maria del Mar Bonet, a la que acompaña en su recital del Olympia de París en 1975, o Francesc Pi de la Serra al que le une una larga relación personal y profesional, colaborando con arreglos y producción por ejemplo en su disco Amunt i avall, dedicado a la memoria de Ovidi Montllor. También colabora discográficamente con Joan Baptista Humet, en canciones como Despiértame al amanecer, Tan viejo o Madreselva, destacando el disco Diálogos de 1975, junto a Francesc Burrull, arreglista de Serrat en el disco dedicado a Miguel Hernández. 
En 1973 Bardagí inicia su colaboración con Joan Manuel Serrat en el disco Per al meu amic, con arreglos de Antoni Ros-Marbà, y realizan una gira por Argentina, es el inicio de una larga relación profesional y de amistad. Desde 1975 hasta mediados de los años 80, Josep Maria Bardagí ha sido uno de los músicos más constantes e influyentes en la obra de Serrat. 
En 1975 graban Para piel de manzana, en 1977 Res no és mesquí, disco basado en poemas de Joan Salvat Papasseit, un disco fundamental en la obra de Serrat. Después llega el disco 1978 en el año homónimo, publicado en un difícil contexto sociopolítico. Tras Res no és mesquí y 1978 volverá Ricard Miralles a hacerse cargo de la mayoría de los arreglos de los discos de Serrat, pero Bardagí se consolida en el cuarteto de músicos principales de Serrat. Seguirá aportando sus arreglos a Tal com raja (1980), en las canciones Vaig com las aus, Jocs i joguines y És quan dormo que hi veig clar. 
Su versatilidad como instrumentista le permite tocar con igual precisión y talento el laúd en el disco En tránsito–, o la cítara en Cada loco con su tema– o los teclados y el bajo, como demuestra en su doble disco instrumental de 1998 Bardagí interpreta a Serrat, uno de los mejores discos de versiones dedicados a las canciones de Serrat. A mediados de los años 80, Josep Maria Bardagí desaparece del entorno creativo de Serrat y se encamina hacia proyectos más personales.
Bardagí forma parte del fugaz grupo de jazz-rock "Teverano" (1981), con componentes de Iceberg y de Barcelona Traction junto a Josep Mas "Kitflus" (teclados), Pere Bardagí (violín), Jordi Clua (bajo) y Francesc Rabassa (batería). Bardagí toca la guitarra y la percusión, y graban un disco LP de igual nombre y un disco sencillo. También formará parte Bardagí del grupo acústico "Cordes invisibles". 
Bardagí vuelve a estar junto a Serrat en su disco "brasileño" Sinceramente teu en 1986 y en 1989 Bardagí es el arreglista de Material sensible, y colabora en la letra del tema Malson per entregues. En Nadie es perfecto, Bardagí alternará la guitarra clásica y la eléctrica en dos de los temas más emotivos del disco: Por dignidad y Entre un hola y un adiós. En  Banda sonora d'un temps, d'un país firma los arreglos de los temas Les floristes de la Rambla, Si jo fos pescador y Anirem tots cap al cel, tema en el que participa también en los coros. Josep Mas "Kitflus", se erige, en estos años, en director musical de Serrat.
Por otra parte destaca la colaboración de Bardagí con otros artistas como Paco de Lucía, Ketama, Pasión Vega, Rosario Flores y Ana Belén para la que realiza la canción A la sombra de un león, escrita a medias con Joaquín Sabina e incluida en el disco del mismo nombre. También ha sido el músico habitual de Oscar Grillo en sus películas de animación (Klacto Animation London). A ello cabe añadir la autoría de las músicas genéricas de dos parques temáticos españoles: PortAventura Park e Isla Mágica. Firma canciones de su autoría, incluyendo textos para Moncho, en su disco Paraules d'amor, con letra y música en el tema Nocturn. También produce el primer disco de Glaucs, grupo pop catalán cuyo cantante es su hijo Jofre Bardagí. También su hermano el violinista Pere Bardagí ha colaborado con Joan Manuel Serrat en diversas ocasiones.

## Cine
Colabora en el mundo del cine, concretamente en la banda sonora de la película Últimas tardes con Teresa, dirigida por Gonzalo Herralde, basada en la novela homónima de Juan Marsé. Con el director suizo Alain Tanner colabora en El diario de Lady M. o también con el alemán Win Wenders. El escritor Peter Handke lo eligió para la partitura principal de su segunda película como director titulada La ausencia.

## Televisión
En el mundo de la escena y del espectáculo en Cataluña, Bardagí era muy popular. Su participación en diversos programas de la televisión catalana, fundamentalmente de la mano de Àngel Casas (Àngel Casas Show, Musical Express, Un día es un día, Tal cual...) creando las sintonías y dirigiendo la orquesta de los programas. Muy recordada su participación en el programa de TV3 "Àngel Casas Show", de 1984 a 1989 dirigiendo una orquesta de 25 músicos, con el que obtiene gran popularidad y es conocido como el "mestre Bardagí".  
Con el grupo humorístico Tricicle colabora poniendo música a diversos espectáculos como Terrífic, Tres estrelles, Xoooof¡, Entretres y la banda sonora de la película Palace en 1995. En los juegos olímpicos de Barcelona en 1992 fue el responsable musical de la obra titulada Maratón, espectáculo que clausura los juegos y en el que también participaba el grupo Tricicle. En este espectáculo dirigió a la Orquesta Ciudad de Barcelona. 
Participa en el Centenario de la Fundación del F.C. Barcelona, en el que se encarga de los arreglos sinfónicos del himno del club catalán, que interpretara en la ceremonia del centenario del club Joan Manuel Serrat desde el mismo terreno de juego del Camp Nou, el último arreglo que Josep Maria Bardagí hiciera para Serrat. En las navidades del 2000, Bardagí acompañó por última vez con su guitarra a Joan Manuel Serrat en una intervención del cantautor en el programa benéfico de TV3 "La Marató". 
El 24 de febrero de 2001 Josep Maria Bardagí fallece de un  infarto . Serrat y Sabina fueron los impulsores del concierto homenaje Sense Bardagí que se le tributó el 28 de junio de 2001 en el Palau Sant Jordi de Barcelona, aunque la angina de pecho sufrida por Serrat la noche antes le impidió participar en el homenaje a su amigo y compañero. En el concierto participaron finalmente Joaquín Sabina, Ana Belén, Víctor Manuel, El Gran Wyoming, Josep Mas "Kitflus", Ricard Miralles y Jofre Bardagí, entre otros.